# Puchar Świata w skokach narciarskich 1986/1987
Puchar Świata w skokach narciarskich 1986/1987 – 8. edycja Pucharu Świata mężczyzn w skokach narciarskich, która rozpoczęła się 6 grudnia 1986 w Thunder Bay, a zakończyła 22 marca 1987 w Oslo.

## Zwycięzcy

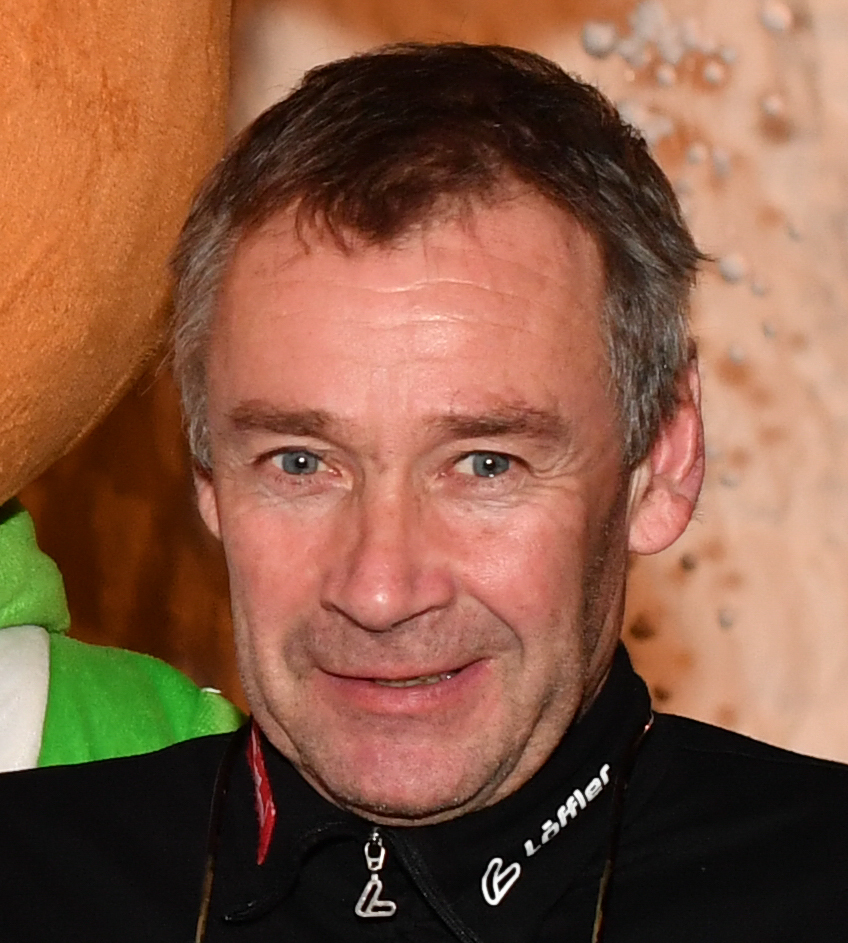
Ernst Vettori zwycięzca 35. Turnieju Czterech Skoczni
Reprezentacja Norwegii zwycięzca klasyfikacji generalnej Pucharu Narodów

## Kalendarz i wyniki
| Lp.                                                                               | Data                                                                  | Miejscowość                                                           | Punkt K                                                               | Uwagi                                                                 | 1. miejsce           | 2. miejsce           | 3. miejsce        |
| --------------------------------------------------------------------------------- | --------------------------------------------------------------------- | --------------------------------------------------------------------- | --------------------------------------------------------------------- | --------------------------------------------------------------------- | -------------------- | -------------------- | ----------------- |
| 1.                                                                                | 6 grudnia 1986                                                        | Thunder Bay                                                           | K-89                                                                  | –                                                                     | Jens Weißflog        | Matti Nykänen        | Jukka Kalso       |
| 2.                                                                                | 7 grudnia 1986                                                        | Thunder Bay                                                           | K-120                                                                 | –                                                                     | Matti Nykänen        | Thomas Klauser       | Vegard Opaas      |
| 3.                                                                                | 13 grudnia 1986                                                       | Lake Placid                                                           | K-114                                                                 | –                                                                     | Vegard Opaas         | Ernst Vettori        | Primož Ulaga      |
| 4.                                                                                | 14 grudnia 1986                                                       | Lake Placid                                                           | K-86                                                                  | –                                                                     | Ernst Vettori        | Primož Ulaga         | Vegard Opaas      |
| 5.                                                                                | 21 grudnia 1986                                                       | Chamonix                                                              | K-95                                                                  | –                                                                     | Martin Švagerko      | Olav Hansson         | Primož Ulaga      |
| 6.                                                                                | 30 grudnia 1986                                                       | Oberstdorf                                                            | K-115                                                                 | TCS                                                                   | Vegard Opaas         | Thomas Klauser       | Andreas Felder    |
| 7.                                                                                | 1 stycznia 1987                                                       | Garmisch-Partenkirchen                                                | K-107                                                                 | TCS                                                                   | Andreas Bauer        | Jukka Kalso          | Ulf Findeisen     |
| 8.                                                                                | 4 stycznia 1987                                                       | Innsbruck                                                             | K-109                                                                 | TCS                                                                   | Primož Ulaga         | Hroar Stjernen       | Ernst Vettori     |
| 9.                                                                                | 6 stycznia 1987                                                       | Bischofshofen                                                         | K-120                                                                 | TCS                                                                   | Tuomo Ylipulli       | Ernst Vettori        | Vegard Opaas      |
| 35. Turniej Czterech Skoczni – klasyfikacja końcowa                               | 35. Turniej Czterech Skoczni – klasyfikacja końcowa                   | 35. Turniej Czterech Skoczni – klasyfikacja końcowa                   | 35. Turniej Czterech Skoczni – klasyfikacja końcowa                   | 35. Turniej Czterech Skoczni – klasyfikacja końcowa                   | Ernst Vettori        | Vegard Opaas         | Ulf Findeisen     |
| 10.                                                                               | 10 stycznia 1987                                                      | Szczyrbskie Jezioro                                                   | K-114                                                                 | –                                                                     | Ulf Findeisen        | Ole Gunnar Fidjestøl | Ernst Vettori     |
| 11.                                                                               | 11 stycznia 1987                                                      | Szczyrbskie Jezioro                                                   | K-88                                                                  | –                                                                     | Vegard Opaas         | Andreas Felder       | Ari-Pekka Nikkola |
| 12.                                                                               | 14 stycznia 1987                                                      | Oberwiesenthal                                                        | K-90                                                                  | –                                                                     | Ernst Vettori        | Hroar Stjernen       | Jiří Parma        |
| —                                                                                 | 16 stycznia 1987                                                      | Oberhof                                                               | K-90                                                                  | [ a ]                                                                 | odwołany             | odwołany             | odwołany          |
| 13.                                                                               | 24 stycznia 1987                                                      | Sapporo                                                               | K-90                                                                  | –                                                                     | Akira Satō           | Miran Tepeš          | Hiroo Shima       |
| 14.                                                                               | 25 stycznia 1987                                                      | Sapporo                                                               | K-115                                                                 | –                                                                     | Primož Ulaga         | Miran Tepeš          | Steinar Bråten    |
|                                                                                   |                                                                       |                                                                       |                                                                       |                                                                       |                      |                      |                   |
| Mistrzostwa Świata w Narciarstwie Klasycznym 1987 • Oberstdorf, 11–21 lutego 1987 |                                                                       |                                                                       |                                                                       |                                                                       |                      |                      |                   |
|                                                                                   |                                                                       |                                                                       |                                                                       |                                                                       |                      |                      |                   |
| 15.                                                                               | 28 lutego 1987                                                        | Lahti                                                                 | K-88                                                                  | ZwL                                                                   | Ari-Pekka Nikkola    | Vladimír Podzimek    | Tuomo Ylipulli    |
| 16.                                                                               | 1 marca 1987                                                          | Lahti                                                                 | K-88                                                                  | ZwL                                                                   | Matti Nykänen        | Heikki Ylipulli      | Ernst Vettori     |
| 17.                                                                               | 4 marca 1987                                                          | Örnsköldsvik                                                          | K-82                                                                  | –                                                                     | Ari-Pekka Nikkola    | Andreas Felder       | Didier Mollard    |
| 18.                                                                               | 8 marca 1987                                                          | Falun                                                                 | K-112                                                                 | SS                                                                    | Matti Nykänen        | Pekka Suorsa         | Andreas Felder    |
| 19.                                                                               | 14 marca 1987                                                         | Planica                                                               | K-185                                                                 | TLN                                                                   | Andreas Felder       | Ole Gunnar Fidjestøl | Thomas Klauser    |
| 20.                                                                               | 15 marca 1987                                                         | Planica                                                               | K-185                                                                 | TLN                                                                   | Ole Gunnar Fidjestøl | Matjaž Zupan         | Piotr Fijas       |
| Tydzień Lotów Narciarskich 1987 – klasyfikacja końcowa                            | Tydzień Lotów Narciarskich 1987 – klasyfikacja końcowa                | Tydzień Lotów Narciarskich 1987 – klasyfikacja końcowa                | Tydzień Lotów Narciarskich 1987 – klasyfikacja końcowa                | Tydzień Lotów Narciarskich 1987 – klasyfikacja końcowa                | Andreas Felder       | Ole Gunnar Fidjestøl | Miran Tepeš       |
| 21.                                                                               | 20 marca 1987                                                         | Oslo                                                                  | K-85                                                                  | HSF                                                                   | Vegard Opaas         | Hroar Stjernen       | Ernst Vettori     |
| 22.                                                                               | 22 marca 1987                                                         | Oslo                                                                  | K-105                                                                 | HSF                                                                   | Andreas Felder       | Ari-Pekka Nikkola    | Miran Tepeš       |
| Puchar Świata w skokach narciarskich 1986/1987 – klasyfikacja końcowa             | Puchar Świata w skokach narciarskich 1986/1987 – klasyfikacja końcowa | Puchar Świata w skokach narciarskich 1986/1987 – klasyfikacja końcowa | Puchar Świata w skokach narciarskich 1986/1987 – klasyfikacja końcowa | Puchar Świata w skokach narciarskich 1986/1987 – klasyfikacja końcowa | Vegard Opaas         | Ernst Vettori        | Andreas Felder    |

## Klasyfikacje

### Klasyfikacja indywidualna
| Źródło  | Źródło               | Źródło | Źródło |
| Miejsce | Zawodnik             | Punkty |        |
| ------- | -------------------- | ------ | ------ |
| 1.      | Vegard Opaas         | 218    |        |
| 2.      | Ernst Vettori        | 192    |        |
| 3.      | Andreas Felder       | 177    |        |
| 4.      | Miran Tepeš          | 166    |        |
| 5.      | Hroar Stjernen       | 159    |        |
| 6.      | Matti Nykänen        | 133    |        |
| 7.      | Primož Ulaga         | 132    |        |
| 8.      | Ole Gunnar Fidjestøl | 131    |        |
| 9.      | Jiří Parma           | 129    |        |
| 10.     | Ari-Pekka Nikkola    | 124    |        |
| ...     |                      |        |        |

### Klasyfikacja drużynowa
| Źródło  | Źródło            | Źródło | Źródło |
| Miejsce | Reprezentacja     | Punkty |        |
| ------- | ----------------- | ------ | ------ |
| 1.      | Norwegia          | 638    |        |
| 2.      | Finlandia         | 541    |        |
| 3.      | Austria           | 476    |        |
| 4.      | Jugosławia        | 384    |        |
| 5.      | Czechosłowacja    | 240    |        |
| 6.      | NRD               | 218    |        |
| 7.      | RFN               | 191    |        |
| 8.      | Japonia           | 134    |        |
| 9.      | Szwajcaria        | 89     |        |
| 10.     | Francja           | 29     |        |
| 11.     | Polska            | 26     |        |
| 12.     | Stany Zjednoczone | 23     |        |
| 13.     | Szwecja           | 18     |        |
| 14.     | Włochy            | 16     |        |
| 15.     | Kanada            | 10     |        |
| 15.     | ZSRR              | 10     |        |
| 17.     | Hiszpania         | 2      |        |